# عارف مامادوف
عارف مامادوف (بالأذرية: Arif Məmmədov)‏ هو دبلوماسي أذربيجاني، ولد في 22 سبتمبر 1964 في كنجه في أذربيجان.